# Si nos dejáis
Si nos dejáis es el segundo disco del grupo madrileño de rock Porretas. Se publicó en el año 1992.
Lo grabaron en tan sólo 15 días, y en él, están más latentes los toques punks que en sus posteriores trabajos.

## Lista de canciones
1. Kiko
2. Si Nos Dejáis!
3. Hijos de Papá
4. Canción de Amor
5. El Día Después
6. Matías "El Tostao"
7. Gutu
8. La Tía María
9. ¡Aijo!
10. El Esparramao
11. Rock And Petas
12. Lo Siento Por Ti
13. La Publicidad

## Formación
- Rober: voz y guitarra.
- El Bode: guitarra.
- Pajarillo: bajo y voz.
- Luis: batería.